# Hrabstwo McIntosh (Oklahoma)

Piramida wieku mieszkańców hrabstwa McIntosh

McIntosh – hrabstwo w stanie Oklahoma w USA. Założone 1907 roku. Populacja liczy 19 456 mieszkańców (stan według spisu z 2000 roku).
Powierzchnia hrabstwa to 1844 km² (w tym 238 km² stanowią wody). Gęstość zaludnienia wynosi 12 osoby/km².
Nazwa hrabstwa pochodzi od nazwiska indiańskiej rodziny McIntosh.

## Miasta
- Checotah
- Eufaula
- Hanna
- Hitchita
- Rentiesville
- Stidham

## CDP
- Duchess Landing
- Shady Grove
- Texanna